# Термінал ЗПГ/електроенергетичний комплекс Ітагуаї
Термінал ЗПГ/електроенергетичний комплекс Ітагуаї – інфраструктурний комплекс, призначений для покриття дефіциту в бразильській енергосистемі. 
Бразильська електроенергетика традиційно базується на використанні гідроресурсів із їх доповненням станціями на природному газі. В 21 столітті на тлі стрімкого зростання споживання регулярно почали виникати проблеми із забезпеченням споживачів у ті роки, коли опади виявились меншими за норму (із відповідним зменшенням виробітки ГЕС). Подібна ситуація вимусила бразильського регулятора Brazilian Agência Nacional de Energia Elétrica (ANEEL) провести восени 2021-го терміновий аукціон, учасники якого мали забезпечити надання резервних потужностей менш ніж за рік. Одним з переможців стала турецька компанія Karpowership, яка створила перший у світі флот плавучих теплових електростанцій, що могли бути швидко мобілізовані до енергодефіцитних регіонів. Їх передбачалось забезпечувати природним газом, імпортованим до Бразилії у зрідженому вигляді, для чого залучалась компанія KARMOL. Остання належить на паритетних засадах групі Karadeniz (материнська компанія Karpowership) та японській судноплавній Mitsui OSK Lines і займається розвитком плавучих регазифікаційних терміналів, які так само потребують значно менше часу на спорудження, аніж стаціонарні об’єкти. 
Комплекс розмістили за півсотні кілометрів на захід від агломерації Ріо-де-Жанйеро в затоці Сепетіба, поблизу від порту Ітагуаї (через нього, зокрема, здійснюється вивіз залізної руди) та потужної індустріальної зони. В межах проекту облаштували швартовий вузол, до якого поставили плавучу установку зі зберігання та регазифікації LNGT Powership Asia, яка має резервуари для ЗПГ ємністю 125732 м3. Розміщене на палубі судна обладнання провадить регазифікацію, після чого підготоване паливо спрямовується на чотири плавучі теплові електростанції, які переважно використовують генераторні установки на основі двигунів внутрішнього згоряння:
- Karkey 013 потужністю 258,7 МВт, яка має 12 генераторних установок потужністю по 20,2 МВт. Крім того, відпрацбовані ними гарячі гази проходять через котли-утилізатори, від яких живиться парова турбіна потужністю 16 МВт;
- Karkey 019 потужністю 115,9 МВт, яка має 6 генераторних установок потужністю по 18,3 МВт та парову турбіну з показником 6 МВт;
- Porsud I потужністю 115,9 МВт, яка має 6 генераторних установок потужністю по 18,3 МВт та парову турбіну з показником 6 МВт;
- Porsud II потужністю 79,8 МВт, яка має 4 генераторні установки потужністю по 18,5 МВт та парову турбіну з показником 6 МВт.
Таким чином, загальна потужність енергокомплексу становить 570,4 МВт.
Електростанції згруповані у дві пари – Karkey 019/Porsud I та Karkey 013/Porsud II – і розміщенні обабіч першої опори лінії електропередач, що була частиною проекту. Всього ЛЕП завдовжки 14,6 км має 36 опор, з яких 7 розташовані у морі.
В червні 2022-го плавучі ТЕС почали прибувати до затоки Сепетіба, а не пізніше вересня почалось їх введення у експлуатацію. В жовтні того ж року LNGT Powership Asia вперше прийняло нову партію ЗПГ з газовозу CNTIC VPower Global.
Проект розглядається як тимчасовий, оскільки ANEEL уклала угоду з Karpowership на 44 місяця.